# Magdalena penitent (Worcester)
La Magdalena penitent del Worcester Art Museum es considera una de les primeres versions realitzades per El Greco sobre aquest tema. Harold Wethey li dona el núm. 259 en el seu Catàleg Raonat d'obres d'El Greco, i el considera del Tipus-I, dins de les pintures que va catalogar sobre aquest tema en concret.

## Temàtica de l'obra
De fet, Maria Magdalena, tal com l'entenem actualment, és una amalgama de tres diferents personatges, que El Papa Gregori el Gran va identificar en una mateixa persona:
- Maria de Betània
- La dona penitent que va ungir els peus de Jesús de Natzaret i els va assecar amb els seus cabells (Lluc: 37-50)
- La dona que va estar als peus de la Creu durant la Crucifixió de Jesús, va anar més tard a la Seva tomba, i va ser la primera persona en veure´L després de la Resurrecció de Jesús (Joan 19:25-27) (Joan 19:25) (Marc 16:9-15)

De vegades, la tradició també identifica Magdalena amb altres dones del Nou Testament, com la que Jesús va salvar de la Lapidació, tot i que aquesta identificació no està realment admesa.

### Iconografia
A l'Art de la Contrareforma, Maria Magdalena és representada iconogràficament de dues formes diferents:
- Portada al Cel per àngels, ja que segons la llegenda, cada dia era elevada al Cel mentre feia meditació.
- Com a Anacoreta, ja que a causa de la predicació de Jesús, es va penedir del seu passat pecaminós, i va consagrar molts anys a la penitència i a la meditació, assolint així la santedat.
No ha arribat fins als nostres dies cap obra d'El Greco de la primera variant iconográfica. Totes les pintures seves que coneixem representen Magdalena com a eremita.

## Anàlisi de l'obra
Aquest quadre està clarament basat en la versió de la Magdalena Penitent de Ticià, que El Greco segurament havia vist a Venècia. En el quadre d'El Greco, aquesta versió està emocionalment emfatitzada: el rostre de Magdalena apareix una mica corbat, els seus braços són massa llargs, el seu coll és molt llarg i adopta una postura poc creïble, i sembla com si la llum sortís del seu propi cos. El seu esguard es dirigeix dramàticament vers el Cel, de forma treatral i no gaire convincent.
Tanmateix, Magdalena no sembla menysprear la vida mundana. El Greco la representa com una dona elegant, més que no pas com una humil eremita. Efectivament, apareix ricament vestida, mostrant elegància, sense ser extravagant. Magdalena llueix una llarga cabellera rossa que forma un bonic contrast pictòric amb el seu mantell blau fosc.
Magdalena és davant una gran roca, a l'esquerra, on hi ha el que sembla l'entrada d'una cova. A la dreta hi ha un paisatge amb núvols de tempesta. Abaix a l'esquerra hi ha dos atributs comunament associats a Magdalena: la calavera que recorda que la vida terrenal és curta, i el gerro d'ungüent amb el qual va perfumar els peus de Jesús, i que posteriorment va portar al Sepulcre. A la part superior, l'heura de fulla perenne és un símbol d'inmortalitat i fidelitat.

## Procedència
- Colegio de los Ingleses, Valladolid (segons Enciclopedia Espasa Calpe, 1929, LXVI, p. 1013)
- R. Langdon Douglas, Londres.
- Museu de Worcester, adquirit el 1922.[3]

## Còpies del Tipus- I
- Madrid; Oli sobre llenç, 49 × 41 cm. ; Segons Soehnner, és una còpia lliure.
- Madrid; Museu Fundació Lázaro Galdiano; (núm.-3157) Oli sobre llenç; 63 × 50 cm.; no s'exhibeix; Còpia moderna i dolenta, segons Wethey.[4]

## Conclusions
Amb aquesta Obra, El Greco va assolir un grau d'espiritualitat, refinament i espiritualitat, que manca en el model en el qual presumiblement es va basar. Efectivament, les "Magdalenes Penitents" conservades de Ticià (al Palau Pitti o a l'Hermitage) semblen unes dones massa vulgars i mundanes, si les comparem amb aquesta primorosa Magdalena d'El Greco, conservada a Worcester.